# Anliegerstraße

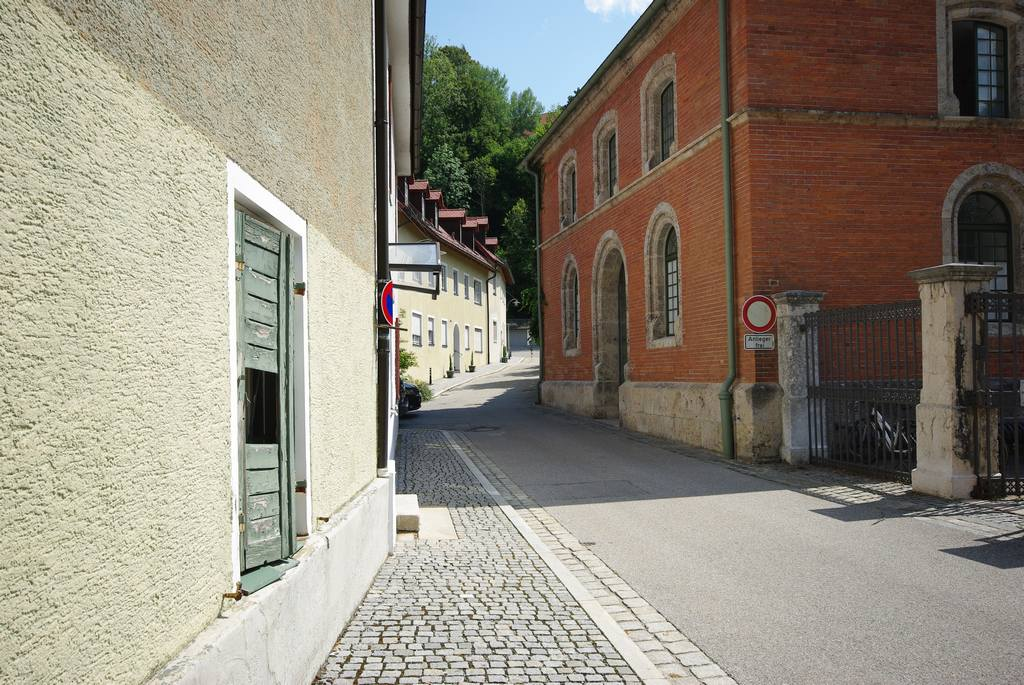
Dreifaltigkeitsgasse in Bad Reichenhall mit entsprechender Beschilderung

Eine Anliegerstraße ist in Deutschland eine öffentliche oder private Erschließungsstraße, die hauptsächlich für den Zugang oder die Zufahrt zu den an ihr gelegenen Grundstücken dient. Maßgebliche Funktion dieser Straße ist der Aufenthalt, sie zählt daher zur Straßenkategorie D V und E V. Das Verkehrsaufkommen in der Anliegerstraße liegt in der Spitze bei 100 bis 200 Kfz/Stunde.
Von der Anliegerstraße ist nach den „Empfehlungen zur Anlage von Erschließungsstraßen“ (EAE) der Anliegerweg zu unterscheiden. Er zählt zur Straßenkategorie E VI und erschließt zwischen 10 und 30 Wohnungen. Gegenüber der Anliegerstraße ist der Anliegerweg bedeutend schmaler dimensioniert und besitzt Fahrbahnbreiten zwischen 3,0 und 4,75 m.
Sonderformen der Anliegerstraße ist die Andienungs- und die Lieferstraße. Sie dient nur der Anlieferung von Gütern in die an dieser Straße liegenden Grundstücke. Bei Fußgängerzonen handelt es sich häufig um Andienungsstraßen, die zeitweise für den Anlieferverkehr geöffnet sind. Lieferstraßen befinden sich häufig auf der Rückseite von Geschäften, bei denen aufgrund einer stark befahrenen Straße im Bereich der Zugänge der Geschäfte eine Anlieferung über diese nur mit Einschränkungen möglich ist. Sowohl Andienungs- als auch Lieferstraßen sind für den öffentlichen Verkehr nicht freigegeben.
Besteht der überwiegende Anteil anliegender Bebauung aus Einkaufsgeschäften oder Läden, so erhält die Anliegerstraße die Bezeichnung Ladenstraße. 

## Normen und Standards
- Forschungsgesellschaft für Straßen- und Verkehrswesen: Empfehlungen für die Anlage von Erschließungsstraßen, 1995, FGSV-Verlag Köln
- Forschungsgesellschaft für Straßen- und Verkehrswesen: Richtlinien für die Anlage von Stadtstraßen, 2006, FGSV-Verlag Köln